# Ben Silbermann
Ben Silbermann (nacido c. 1982/1983) es un empresario estadounidense de Internet que cofundó Pinterest, un "pinboard"  que sus usuarios utilizan para crear "tableros" (funcionan como carpetas) y permite organizar imágenes, enlaces, recetas y un sin fin de utilidades. Los ejemplos incluyen eventos, intereses, hobbies y mucho más. Los usuarios pueden navegar por otros "pinboards" en busca de inspiración y además "re-pinear" imágenes o videos (compartir y guardar en su registro).

## Vida y carrera
Silbermann creció en Des Moines, Iowa, Estados Unidos. Sus padres, Jane Wang y Neil Silbermann, son oftalmólogos. Está casado con Divya Bhaskaran, con quien tiene un hijo llamado Max.
En 1998, Silbermann asistió al aclamado Instituto de Investigación Científica (Research Science Institute) en MIT. 
Se graduó de Yale en 2003.
Antes de trabajar con Pinterest, Silbermann trabajó en Google en el grupo de publicidad en línea.
Sin embargo, después de un corto período de tiempo con la compañía, la abandonó para comenzar a diseñar su propia aplicación para iPhone  junto a su amigo en la universidad Paul Sciarra. Tras su aplicación inicial, Tote, que no tuvo un éxito de tracción significativo, los cofundadores se unieron al equipo de Evan Sharp para crear un producto pinboard que eventualmente se denominó Pinterest.